# Stefan Hoffmann (Ökonom)
Stefan Hoffmann (* 2. April 1977 in Schwäbisch Hall) ist ein deutscher Betriebswirtschaftler.

## Leben
Von 1997 bis 2003 studierte er an der Universität Mannheim und Universität Eichstätt Psychologie mit Schwerpunkt Wirtschaftspsychologie und Forschungsmethoden, Nebenfach Betriebswirtschaftslehre. Nach der Promotion (2003–2008) zum Dr. rer. pol. in Betriebswirtschaftslehre mit Schwerpunkt Marketing an der TU Dresden und der Habilitation (2008–2012) in Dresden in Betriebswirtschaftslehre mit Schwerpunkt Marketing ist er seit 2012 an der Christian-Albrechts-Universität zu Kiel Inhaber der Professur für Marketing.
Seine Forschungsschwerpunkte sind Konsumentenverhalten, nachhaltiges und ethisches Konsumentenverhalten, Kommunikation und interkulturelles Marketing.

## Schriften (Auswahl)
- Boykottpartizipation. Entwicklung und Validierung eines Erklärungsmodells durch ein vollständig integriertes Forschungsdesign. Wiesbaden 2008, ISBN 978-3-8349-1435-4.
- mit Katharina Hutter: Professionelles Guerilla-Marketing. Grundlagen – Instrumente – Controlling. Wiesbaden 2013, ISBN 3-658-02267-1.
- mit Anja Franck, Uta Schwarz, Katja Soyez und Stefan Wünschmann: Marketing-Forschung. Grundlagen der Datenerhebung und Datenauswertung. München 2018, ISBN 3-8006-5646-9.
- mit Payam Akbar: Konsumentenverhalten. Konsumenten verstehen – Marketingmaßnahmen gestalten. Wiesbaden 2019, ISBN 3-658-23566-7.